# تضحيات صغيرة (فلم)
تضحيات صغيرة (بالإنجليزية: Small Sacrifices) هو فيلم جريمة درامي أمريكي صدرَ عام 1989 من فكرة وتأليفِ جويس إلياسون استنادًا إلى كتابٍ يحملُ الاسم نفسه للكاتب آن رول. يُجسّد الفيلم قصّة حقيقيّة حيثُ يتمحورُ السيناريو حول ديان داونز ومحاولتها قتل أطفالها الثلاثة. شاركَ في تصويرِ الفيلم عددٌ من النجوم على رأسهم فرح فوسيت وريان أونيل وجوردون كلاب وجون شيا وإميلي بيركنز. عُرض الفيلم لأول مرة في جزأين على قناة إيه بي سي في الثاني عشر والرابع عشر من تشرين الثاني/نوفمبر 1989.

## القصّة
توجَّهت ديان داونز في حوالي الساعة 10:48 مساءً من يومِ التاسع عشر من أيّار/مايو 1983 إلى مستشفى ماكنزي ويلاميت في سبرينغفيلد بولاية أوريغون مُصابةً بطلقٍ ناري في ذراعها. ادَّعت ديان أن مهاجمًا مجهولًا حاول خطفها وأطلق النار على أطفالها الثلاثة: كارين (تسع سنوات)، شونا (سبع سنوات) وروبي (ثلاث سنوات). كانت ابنتها الكبرى كارين تُعاني من فقدانٍ مؤقتٍ في الكلام بسببِ سكتة دماغية بعد إطلاق النار، لكنها تعافت بما يكفي لتكون شاهداً في المحكمة ضدّ والدتها.
يظهرُ في فلاش باك الفيلم رجلًا – يُفترض أن يكون والد الأطفال الثلاثة – وهو يتخلَّى عن ديان بعدما أساء لها كثيرًا ومنعها من دخول المنزل في وقتٍ سابق ثمّ ارتبطت بعدها بعاشق كان يكرهُ الأطفال الصغار. حُوكمت الأم في النهاية وأُدينت بارتكاب جريمة قتل ومحاولة قتل أبنائها الثلاثة مع التستر على ذلك ثمّ حُكم عليها بالسجنِ مدى الحياة، فيما تبنّى المدعي العام فرانك جوزياك وزوجته لولا طفليها الباقيينِ على قيد الحياة.

## الاختلافات عن الكتاب
غُيّر اسم أطفال داونز وهم كريستي وشيريل وداني إلى كارين وشونا وروبي في الفيلم، كما أُعيد تسمية زوجها السابق ستيف بويد بول، وغُيّر أيضًا اسمُ المدعي العام وزوجته اللذان تبنيا كريستي وداني لاحقًا، أما التغيير الأهم فكان في اسمِ العاشق الذي دخلت داونز في علاقة غراميّة معه – والذي كان سببًا غير مباشر في محاولة الأم قتل أطفالها الثلاثة – حيث أنّ اسمهُ الحقيقي كان روبرت نيكربوكر وأُعيد تسميته في الكتاب والفيلم على حدٍ سواءٍ باسمِ ليويستون.

## طاقم العمل
- فرح فوسيت في دور ديان داونز
- رايان أونيل في دور لويس لويستون
- جوردون كلاب في دور المحقق دوج ويلش
- جون شيا في دور فرانك جوزياك
- جاري تشالك في دور بويد بول داونز
- إميلي بيركنز في دور كارين داونز
- كين جيمس في دور روبي داونز
- شون ماكان في دور راسل ويلز
- لين كورماك في دور لولا جوزياك
- ماكسين ميلر في دور فيرلا ماي ويلز
- فيكي واشوب في دور شونا داونز
- تيموثي سيل في دور سارق السيارة

## الاستقبال
قُوبل الفيلم عند بثّه بإشادةٍ واسعة، حيثُ حصلَ على ثلاثة ترشيحاتٍ لجائزة إيمي بما في ذلك أفضل فيلم كوميدي/درامي وأفضل ممثلة في عمل قصير (فرح فوسيت). حصل الفيلمُ أيضًا على جائزة بيبودي (بالإنجليزية: Peabody Award) التي أشادت بالجودة العاليّة لأداء فوسيت: «هذه القصّة الحقيقية المرعبة المستوحاة من كتاب آن رول – الذي كان في وقتٍ ما من بين الكتب الأكثر مبيعًا – كانت بمثابة نقطة عالية في الدراما التلفزيونية لعام 1989. في قلب القصّة المروعة للمرض العقلي للأم وقسوتها برزَ أداء فرح فوسيت. مع الكتابة الاستثنائيّة لجويس إلياسون وإخراج ديفيد جرين، تجلب السيدة فوسيت إحساسًا بالواقعيّة نادرًا ما يُشاهَد في المسلسلات التلفزيونية ... من أجل «دراما ذات قوة غير عادية»، مُنحت جائزة بيبودي لفيلم تضحيات صغيرة.»